# Saftingen
Saftingen is een gehucht in Doel, een deelgemeente van Beveren-Kruibeke-Zwijndrecht in de Belgische provincie Oost-Vlaanderen. Het gehucht ligt in het westen van Doel, ruim twee kilometer ten westen van het dorpscentrum, aan de dijk tussen de Nieuw-Arenbergpolder en de Doelpolder. Ten noorden ligt het gehucht Rapenburg.

## Geschiedenis
De Ferrariskaart uit de jaren 1770 toont hier bebouwing langs de dijk van de Doelpolder, maar geeft geen gehuchtnaam weer. Aan de westelijke kant van de dijk toont de kaart een nat gebied, aansluitend op het Verdronken Land van Saeftinghe. Dit overstroomde gebied ten westen werd in 1784 ingepolderd als de Nieuw-Arenbergpolder.
De Atlas der Buurtwegen uit 1841 toont het dijkgehucht Saftingen. De Vandermaelenkaart uit het midden van de 19de eeuw vermeldt het gehucht Saeftingen.

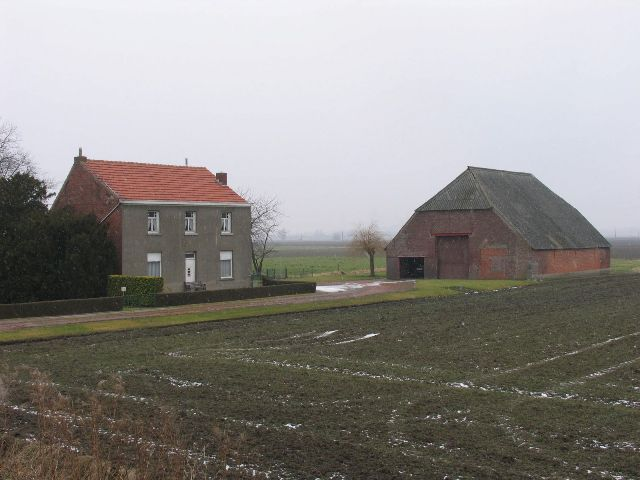
Langschuur
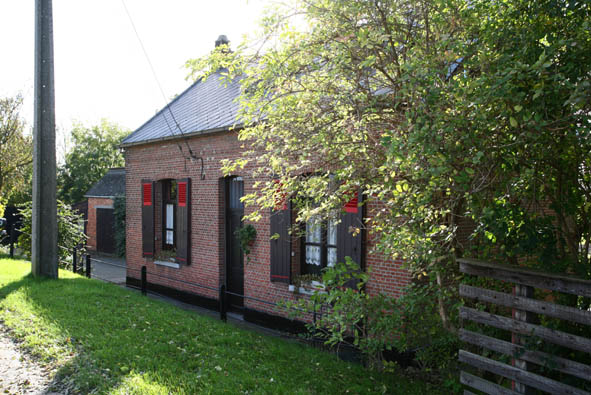
Boerenwoning
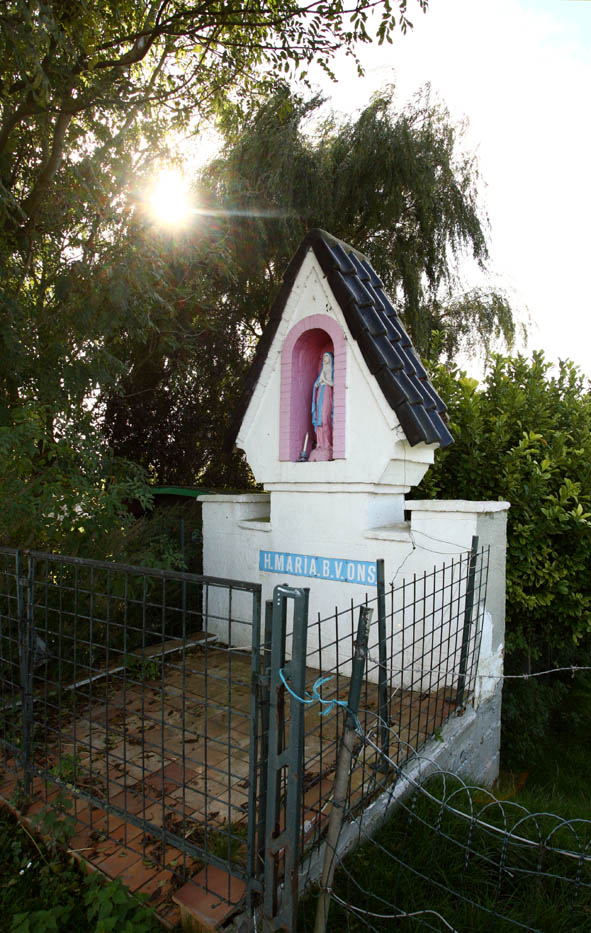
Onze-Lieve-Vrouwekapelletje (1958)

Deelgemeenten: Bazel · Beveren · Burcht · Doel · Haasdonk · Kallo · Kieldrecht · Kruibeke · Melsele · Rupelmonde · Verrebroek · Vrasene · Zwijndrecht

Overige dorpen en gehuchten: Beestenhoek · Bloempot · De Bank · Doorn · Es · Gaverland ·  Geslecht · Groot Laar · Halve Maan · Hoogeinde · Hoogstraat · Kalishoek (Doel) · Kalishoek (Melsele) · Kemphoek · Klein Laar · Melseledijk· Mosselbank (Haasdonk) · Mosselbank (Vrasene) · Nieuwe Parochie · Ouden Doel · Oudendijk · Ponjaard · Prosperpolder · Puiput · Rapenberg · Rapenburg · Saftingen · Sint-Antoniushoek · Smoutpot · Stenen Kruis · Tijskenshoek · Vendoorn · Verrebroekse Blikken · Vijfstraten · Vliegenstal · Voshoek · Westakkers · Wilden Haan · Zillebeek · Zwaantje

Belgische gemeenten · Arrondissement Sint-Niklaas · Oost-Vlaanderen · Vlaanderen